# APT (album)
APT è il quinto album in studio della cantante cilena Nicole, pubblicato nel 2006.

## Tracce
1. Si vienes por mi – 3:17
2. Culpables – 4:16
3. Bipolar – 2:40
4. La ùltima vez – 3:22
5. No Me Confundas – 3:31
6. 1-800-Nasty-Show – 3:18
7. Veneno – 2:55
8. Trapped in Time – 3:39
9. El camino – 3:24
10. Rapture (cover Blondie) – 4:26
11. Veneno (Portuguese version) – 2:58
12. Lágrimas de sal (acoustic version) – 4:13